# Pine (Arizona)
Pine – jednostka osadnicza w Stanach Zjednoczonych, w stanie Arizona, w hrabstwie Gila.